# Test de la línia horitzontal
En matemàtiques, el test de la línia horitzontal és una prova que serveix per a determinar si una funció és injectiva, suprajectiva o bijectiva.
Si es té la representació gràfica d'una funció f: X → Y, i un línia horitzontal de X x Y :{\displaystyle y_{0}\in Y,\{(x,y_{0}):x\in X\}=(X\times y_{0})} .
- Si la funció és injectiva, llavors es pot visualitzar com una funció tal que la seva gràfica no és mai intersecada per cap línia horitzontal més d'un cop.
- Si f is suprajectiva qualsevol línia horitzontal ha d'intersecar la seva gràfica com a mínim en un punt
- Si f és bijectiva qualsevol línia horitzontal intersecarà la seva gràfica exactament en un punt.
- Una funció f té inversa f-1 si i només si és injectiva

| Passa el test (injectiva) | No passa el test (no injectiva) |

Aquesta prova també es fa servir per a saber en quins casos la inversa d'una funció és o no és de fet també una funció. Això és degut a les propietats de reflexió de la inversa de la funció respecte de la línia y=x. Aquesta prova és aplicable en aquest cas perquè, de fet, la gràfica de la funció inversa és equivalent a un gir de 90 graus en el sentit de les agulles del rellotge seguit d'un canvi de signe.